# Agrotis ceramophaea
Agrotis ceramophaea är en fjärilsart som beskrevs av Edward Meyrick 1899. Agrotis ceramophaea ingår i släktet Agrotis och familjen nattflyn. Inga underarter finns listade i Catalogue of Life.